# Indice de stabilité de Showalter
Pour les articles homonymes, voir Showalter.
L’indice de stabilité de Showalter (SI), aussi appelé indice de stabilité de Whiting, est l’un des indices de stabilité de l'air qui donne une indication sur la possibilité de déclenchement d'orages ainsi que sur le potentiel de génération de phénomènes violents par ceux-ci (grêle, rafale descendante, tornade et pluie torrentielle sous orage). 
Il est  similaire à l’indice de soulèvement (LI) mais pour une parcelle soulevée au-dessus de toute inversion de température en surface. Proposé en 1953 par Albert K. Showalter, lors des premiers jours de la prévision des orages violents, elle demeure très utile dans l'analyse des données déduites d'un radiosondage. C'est l'un des indices encore les plus couramment utilisés.  

## Définition

Diagramme du parcours d'une parcelle d'air humide soulevée le long de B-C-E par rapport à la Température de l'environnement (T) et l'humidité contenue dans la masse d'air (Tw)

SI est défini comme la différence, calculée avec une échelle en degrés Celsius (°C) ou kelvin (k), entre la température qui serait atteinte par l'ascendance adiabatique d'une parcelle d’air soulevée de 850 à 500 hPa ({\displaystyle T_{part}}) et celle de l’environnement à 500 hPa ({\displaystyle T_{5}}) :
{\displaystyle SI=T_{5}-T_{part}}

## Interprétation
L'air soulevé depuis la surface contient une certaine quantité d'humidité. Lorsqu'on la soulève adiabatiquement, sa température diminue selon le gradient adiabatique sec tant qu'il n'y a pas saturation. Lorsque le taux d'humidité par rapport à la température de la parcelle devient 100 %, la vapeur d'eau contenu dans celle-ci commence à former des gouttes ce qui dégage de la chaleur. Le taux de diminution de la température varie donc ensuite selon le gradient adiabatique humide moins rapide.  
La valeur de SI est ainsi reliée à la stabilité de l'air les bas niveaux de l’atmosphère, mais au-dessus de toute inversion de température près du sol, et le milieu de l’atmosphère. En effet, il arrive que la convection ne peut se produire à partir du sol soit très stable mais que la masse d’air soit quand même très instable au-dessus de l’inversion. En mesurant la différence de température entre l'environnement et la parcelle qui serait soulevée à ce niveau, l'utilisateur se trouve à déterminer la différence entre le taux de refroidissement de l'air ambiant et celui de la parcelle dans la couche sous 500 hPa. Plus cette différence est négative, plus la parcelle serait chaude et moins dense par rapport à l'environnement. Par le principe d'Archimède, elle subirait une poussée vers le haut et donc continuerait de monter, formant des nuages à forte extension verticale (cumulus congestus et cumulonimbus). Par symétrie, les conditions stables sont indiquées par des valeurs positives du SI car dans ce cas l'air ambiant serait plus chaud que la parcelle et celle-ci subirait une poussée vers le bas ce qui empêche la convection atmosphérique.
Voici un guide d'interprétation pour SI,  :
- SI > 4, air très stable avec aucune convection atmosphérique possible ;
- SI entre 0 et 2 air stable avec orages dispersés si on a une source de fort soulèvement (front, réchauffement des sommets des nuages, etc.) ;
- SI = 0 à -3 air instable avec quelques orages ;
- SI de -4 à -6 air très instable, nombreux orages ;
- SI < -6, air extrêmement instable, orages violents possibles.

## Variante
Il existe également un indice modifié de Showalter (SIm) qui utilise le rapport de mélange moyen entre 850 et 500 hPa, au lieu de celui à 850 hPA, pour calculer le niveau de condensation de la parcelle, ce qui diminue légèrement la différence par rapport à SI.
Pour SIm :
- SIm <  ou = +5, risque d’orages ;
- SIm > 11 aucun risque de convection.

## Utilisation
L'indice de stabilité de Showalter est un calcul simple dont le résultat peut être tracé sur une carte météorologique à partir des sondages aérologiques. Il peut être également estimé à partir des données de sondages atmosphériques effectués par satellite météorologique. Il est donc utilisé pour repérer rapidement les zones menacées par le développement orageux. Le météorologue doit ensuite calculer l'Énergie potentielle de convection disponible (EPCD) pour trouver le potentiel réel de ces orages. 

### Limitations
Cet indice a été développé par des recherches sur les orages violents qui se développaient dans les Grandes Plaines des États-Unis. Le niveau de 850 hPa a été choisi pour correspondre à l'altitude généralement au-dessus de toute inversion de température de surface mais peut ne pas être bien adapté en d'autres endroits. Par exemple, dans les hauts plateaux ou les régions montagneuses, où le sol est déjà au-dessus de 850 hPa, il faut donc changer de niveau de départ.
L'indice ne tient également pas compte de la distribution de l'humidité dans la colonne d'air, seulement de celle présente au point de départ de la parcelle. C'est pourquoi le SIm a été développé en 1958. De plus, il ne tient pas compte des zones qui pourraient être stables entre 850 et 500 hPa et qui pourraient inhiber la convection.